# 2.º Prêmio Jabuti Acadêmico
O 2.º Prêmio Jabuti Acadêmico é uma premiação literária brasileira derivada do Prêmio Jabuti e organizada pela Câmara Brasileira do Livro, com apoio da Academia Brasileira de Ciências e da Sociedade Brasileira para o Progresso da Ciência, com o objetivo de laurear obras científicas, técnicas e profissionais.

## História
O curador do prêmio, pelo segundo ano consecutivo, foi o professor doutor Marcelo Knobel. O conselho curador foi formado por Bernardo Lessa Horta, Débora Foguel, Emmanuel Zagury Tourinho, João Carlos Pereira da Silva, Maria do Carmo Rebouças dos Santos, Marilene Corrêa e Solange Yokozawa.
Para 2025, foi adicionada uma categoria destinada à tradução para a língua portuguesa de livros acadêmicos. Além disso, passou a ser definido um mínimo de 20 inscrições por categoria para que ela seja laureada, além da proibição de inscrição de escritas com o auxílio de inteligência artificial (a não ser quando haja trechos claramente identificados como escritos por IA com o objetivo de estudo, debate ou crítica sobre o tema). Por fim, os livros passaram a só poder ser inscritos em uma única categoria do Eixo Ciência e Cultura.
As inscrições para a segunda edição do Prêmio Jabuti Acadêmico foram abertas de 30 de janeiro a 15 de março de 2025. Já a consulta pública sobre o Livro Acadêmico Clássico, ocorreu entre 30 de janeiro de 28 de fevereiro de 2025. Foram registradas 2.004 inscrições ao todo.
Em junho, a CBL anunciou o cientista social e sociólogo José de Souza Martins como a Personalidade Acadêmica desta edição do prêmio.
Os dez seminfinalistas de cada categoria, dentre as que alcançaram a quantidade mínima de inscritos, foram divulgados em 15 de julho de 2025 durante a 77ª Reunião Anual da Sociedade Brasileira para o Progresso da Ciência (SBPC), em Recife. Já os cinco finalistas, foram divulgados na semana seguinte, em 22 de julho.
A cedrimônia de premiação ocorreu no dia 5 de agosto de 2025 no Teatro Sérgio Cardoso, em São Paulo. As editoras Zahar e Edusp, com dois vencedores cada, foram as mais premiadas. Houve ainda uma homenagem à obra Metodologia do Trabalho Científico, de Antônio Joaquim Severino, eleita como Livro Acadêmico Clássico.

### Polêmica
No final de julho de 2025, o jurado Henrique Caetano Nardi, da categoria Psicologia e Psicanálise, foi acusado de conflito de interesse por ter sido orietador de mestrado de Ramiro Nasser Catelan, um dos organizadores do livro finalista Prática baseada em evidências em Psicologia Clínica: fundamentos teóricos, questões metodológicas e diretrizes para implementação, além de ter sido coautor de um artigo científico com Catelan e outros quatro autores. Além disso, a jurada Maria Amália Andery, da mesma cagtegoria, escreveu um artigo científico em 2017 com Jan Luiz Leonardi, outro organizador do livro. A organização do prêmio, contudo, afirmou que essas duas situações não ferem o regulamento e não configuram conflito de interesse.

## Indicados e vencedores

### Eixo Ciência e Cultura
| Categoria                                                                        | Vencedores | Finalistas | Semifinalistas |
| -------------------------------------------------------------------------------- | --- | --- | --- |
| Administração Pública e de Empresas, Ciências Contábeis e Turismo                | Inovação e desenvolvimento sustentável: da inovação convencional à ecoinovação sustentável José Carlos Barbieri / Blucher | - Machado de Assis e a administração pública: o serviço público na vida e na crônica machadiana (Fábio Lins de Lessa Carvalho / Fórum) - Neoindustrialização brasileira (Sérgio Roberto Knorr Velho, organizador / Blucher) - Tu Inovas? Tutorial da Inovação! Estabelecimento de uma atuação filosófica-científica para se inovar efetivamente (Paulo Gustavo Borba Cordaro / Blucher) - Turismo rural no Estado do Rio de Janeiro: contexto, reflexões e perspectivas (Valéria Maria de Souza Lima / Fólio Digital) | - Ancestrais do futuro: qual a mudança que seu movimento alcança? (Grazi Mendes / Benvirá) - Gestão integrada da produção e operações com as redes de negócios (Francisco José Santos Milreu e Sérgio Luiz Kyrillos / Blucher) - Guia prático Lean Seis Sigma: Black Belt (Thiago Coutinho de Oliveira / Gen Atlas) - Inteligência competitiva: micro, pequenas e médias empresas Salvador (Brasil) e Bragança (Portugal) (Aliger dos Santos Pereira / Editora da Universidade do Estado da Bahia - Eduneb) - Marketing ecosófico: um novo olhar para o marketing empresarial (rizoma verde, sustentabilidade, ESG) (Eliane Almeida, Fred Tavares e Marcelo Fornazin / Senac Rio) |
| Antropologia, Sociologia, Demografia, Ciência Política e Relações Internacionais | Uma enciclopédia nos trópicos: memórias de um socioambientalista Beto Ricardo e Ricardo Arnt / Zahar | - Abjeção: a construção histórica do racismo (Berenice Bento / Cult) - Jammerthal. O vale da lamentação: a minha Guerra Mucker (João Biehl / Oikos) - Narrador do Brasil: Jorge Amado, leitor de seu tempo e de seu país (Eduardo de Assis Duarte / Fino Traço) - Ruínas circulares: uma antropologia da história do norte do Haiti (Rodrigo Charafeddine Bulamah / Papéis Selvagens Edições) | - A transição inacabada: violência de Estado e direitos humanos na redemocratização (Lucas Pedretti / Companhia das Letras) - Lugar periférico, ideias modernas: aos intelectuais paulistas as batatas (Fabio Mascaro Querido / Boitempo) - Lutar com a floresta: uma ecologia política do martírio em defesa da Amazônia (Felipe Milanez / Elefante) - Matronas Afro-pacíficas: tramas da resistência na fronteira Colômbia-Equador (Paula Balduino de Melo / Editora Universidade de Brasília) - Por que a democracia brasileira não morreu? (Carlos Pereira e Marcus André Melo / Companhia das Letras) |
| Arquitetura, Urbanismo, Design e Planejamento Urbano e Regional                  | O desenho de São Paulo por seus caminhos Andreina Nigriello / Cultura Acadêmica; KPMO Cultura e Arte | - O espaço sob padrões globais: Sistema LEED® e arquitetura corporativa sustentável em São Paulo (Raphael Grazziano / Annablume) - Os caminhos do mar (Benedito Lima de Toledo / Cultura Acadêmica; KPMO Cultura e Arte) - Tecnologias construtivas de baixo carbono – TCBC: a produção da arquitetura em discussão (Simone Fernandes Tavares / Annablume) - Teoria crítica da arquitetura (Silke Kapp / N-1 Edições; MOM Edições) | - [In]formalidade: diálogos com Carolina de Jesus e Françoise Ega na análise da habitação social e da segregação sociorracial nas cidades de São Paulo e Paris (Débora Fernandes / Terra Redonda) - Design ecossistêmico: um caminho eco-decolonial para a regeneração (Coral Michelin / Bambual) - In-formal: infraestrutura urbana revisitada (Beatriz Gomes, Guilherme Lassance, Lucas Freitas e Nicholas Manso / Rio Books) - O quarteirão como suporte da transformação urbana (Felipe de Souza Noto / Faculdade de Arquitetura e Urbanismo da Universidade de São Paulo - FAU-USP) - Raio que o parta: uma arquitetura marcante no Pará (Cybelle Salvador Miranda, Laura Caroline de Carvalho da Costa e Ronaldo Nonato Marques de Carvalho / Blucher Open Access) |
| Artes                                                                            | Teatros e artistas com deficiência visual Lucas de Almeida Pinheiro / Editora da Universidade Estadual de Campinas | - Breves apontamentos sobre o teatro das_nas_pelas periferias brasileiras (Alexandre Mate, organizador / Lucias) - Cinema de Arquivo (Patricia Machado / Sagarana Editora) - O corpo gordo e o grotesco: gênero, política e transgressão na arte contemporânea (Júlia Mello / Dialética) - O corpo vulnerado (Eduardo de Jesus e Maria Angélica Melendi / Cobogó) | - Do espaço vazio ao círculo aberto: rumo à cenografia e indumentária sagradas de Peter Brook (Sergio Ricardo Lessa Ortiz / Annablume) - Frans Krajcberg: a natureza como cultura (João Meirelles / Edições Sesc São Paulo; Editora da Universidade de São Paulo - Edusp) - Maquiagem cênica: técnicas, processos e procedimentos (Márcio Desideri / Viena) - O Brasil de Jack Smith: arte queer, tropicalista e underground (Ana Gabriela Dickstein / Editora da Universidade do Estado do Rio de Janeiro - EdUERJ) - Políticas da diferença: colaborações, cooperações e alteridades na arte (Emerson Dionisio de Oliveira, Maria de Fátima Morethy Couto e Marize Malta / Editora da Universidade Estadual de Campinas) |
| Ciência da Computação                                                            | A Máquina da Natureza: uma perspectiva cronológica da ciência da computação teórica André L. Vignatti / independente | - A cientista colecionadora de dados - Claudia Maria Bauzer Medeiros (Aletéia Patrícia Favacho de Araújo, Luciana Salgado, Mirella M. Moro e Sílvia Amélia Bim / Inverso) - Arquitetura e organização de computadores - Uma introdução (Gabriel Pereira da Silva e José Antônio dos Santos Borges / LTC) - Ciência de Dados - Fundamentos e Aplicações (André C. P. L. F. de Carvalho, Angelo Garangau Menezes e Robson Parmezan Bonidia / LTC) - Robótica Educacional (Roseli Aparecida Francelin Romero, organizador / Editora da Universidade de São Paulo - Edusp) | - Algoritmos e estruturas de dados: conceitos e aplicações (Helio Pedrini / Editora da Universidade Estadual de Campinas) - Éden dos algoritmos em Python (Marco Antonio Leonel Caetano / Blucher) - Engenharia de Prompt para Devs: um guia para aprender a usar a IA antes que a IA aprenda a usar você (Ricardo Pupo Larguesa / Casa do Código) - Introdução à estatística para ciência de dados: da exploração dos dados à experimentação contínua com exemplos de códigos de Python e R (Marcos Kalinowski, Tatiana Escovedo e Thiago Marques / Casa do Código) - Programação de Microcontroladores em Linguagem C: usando recursos internos e externos (Fábio Iaione / Dialética) |
| Ciência de Alimentos e Nutrição                                                  | Nutrição inclusiva: diversidade e inclusão em alimentação e nutrição Aline Alves Ferreira, Thaís Lima Dias Borges e Ursula Viana Bagni, organizadoras / Manole | - Avaliação nutricional nas diferentes fases da vida: abordagem teórico-prática (Haroldo da Silva-Ferreira / Dialética) - Desnutrição infantil: biologia, epidemiologia e impacto na saúde (Aldo Ângelo Moreira Lima e Reinaldo Barreto Oriá, organizadores / Blucher) - Epidemiologia nutricional aplicada à obesidade (Maria Laura da Costa Louzada / Editora da Universidade de São Paulo - Edusp) - Manual de nutrição nos erros inatos do metabolismo (Luana da Silva Baptista Arpini, organizadora / Editora da Universidade Estadual de Campinas) | - Frutas nativas e exóticas do Brasil (Anderson Junger Teodoro, Klenicy Kazumy de Lima Yamaguchi, Manuela Dolinsky, Raquel Martins Martinez e Taissa Lima Torres / Appris) |
| Ciências Agrárias e Ciências Ambientais                                          | Agricultura de Precisão: Um Novo Olhar na Era digital Alberto Carlos de Campos Bernardi, Carlos Manoel Pedro Vaz, João Leonardo Fernandes Pires, Luciano Gebler, Lucio André de Castro Jorge, Luis Henrique Bassoi e Ricardo Yassushi Inamasu / Cubo | - Agricultura familiar: marketing ético; onde o amor e o alimento se unem para sempre (Adélia Franceschini, Adriana Bandeira de Mello, Camila Macedo Soares, Coriolano Xavier, Doly Ribeiro Junior, Edy Wilson Serpa, Giampaolo Buso, José Luiz Tejon Megido, Juliana de Toledo Grazini dos Santos e Victor Megido / Fundação de Estudos Agrários Luiz de Queiroz - Fealq) - Aplicações da genética quantitativa no melhoramento de plantas autógamas (Fernando Henrique Barrozo Toledo, José Airton Rodrigues Nunes, José Maria Villela Pádua e Magno Antonio Patto Ramalho / Universidade Federal de Lavras - UFLA) - Hidrologia: conceitos e exercícios com aplicações práticas (Hans Raj Gheyi, José Carlos de Araújo, Raimundo Nonato Távora Costa e Sergio Nascimento Duarte / Fundação de Estudos Agrários Luiz de Queiroz - Fealq) - Multifuncionalidade da agricultura familiar: a sustentabilidade de sistemas agroalimentares (Fábio Frattini Marchetti e Paulo Eduardo Moruzzi Marques, organizadores / Editora da Universidade de São Paulo - Edusp) | - Biossalinidade: produção de alimentos e produtos agroindustriais (Claudivan Feitosa Lacerda, Hans Raj Gheyi, Maria Betânia Galvão dos Santos Freire e Pedro Dantas Fernandes, organizadores / Editora da Universidade Estadual da Paraíba - EDUEPB) - Da dinâmica urbana aos eventos extremos de chuva (Thiago Lima Santana Duarte / Dialética) - Educação ambiental para surdos e ribeirinhos: avanços e conquistas em busca da inclusão (Cristina Maria da Silva Cordeiro e Ricardo Nazareno Barra Cordeiro / Appris) - Estudos aplicados às abelhas no semiárido (Francisco Vieira Sales Júnior e Rômulo Magno Oliveira de Freitas, organizadores / Editora do Instituto Federal do Rio Grande do Norte - IFRN) - O silêncio da motosserra: quando o Brasil decidiu salvar a Amazônia (Claudio Angelo e Tasso Azevedo / Companhia das Letras) |
| Ciências Biológicas, Biodiversidade e Biotecnologia                              | Espécies de aves do Rio Cubate: Terra Indígena do Alto Rio Negro Camila Cherem Ribas, Damiel Legario Pedro, Dario Baniwa, Dzoodzo Baniwa, Estevão Fontes Olímpio, Fernando Mendonça d’Horta, Gracilene Florentino Bittencourt e Ramiro Dário Melinski, organizadores / Instituto Nacional de Pesquisas da Amazônia - INPA                                                                                       | - Além de Darwin: ensaio sobre Ciência e vida (César Benjamin / Contraponto) - Desmídias do Brasil: catálogo taxonômico e distribuição (Carlos Eduardo de Mattos Bicudo, Carlos Wallace do Nascimento Moura e Geraldo José Peixoto Ramos / Universidade Estadual de Feira de Santana - UEFS) - Entre céu e mar: a migração das aves nas praias de São Paulo (Edison Barbieri / Centro Universitário São Camilo) - Répteis do Quadrilátero Ferrífero (Minas Gerais): atualização do conhecimento, lista comentada e guia fotográfico (Adriano Lima Silveira, Jéssica Motta Campos, Lucas Soares Vilas Boas Ribeiro, Taís Nogueira Fernandes e Tiago Teixeira Dornas / Rupestre) | - Desvendando as abelhas: o que são e por que conservá-las (Rodrigo Barbosa Gonçalves / Universidade Federal do Paraná - UFPR) - Girinos do Brasil (Brena da Silva Gonçalves, Caio Vinicius de Mira-Mendes, Carlos Eduardo Conte, Danilo Silva Ruas, Danusy Lopes Santos, Darlene da Silva Gonçalves, Denise de C. Rossa-Feres, Edvaldo M. da Silva Neto, Fausto Nomura, Flora Acuña Juncá, Franco L. de Souza, Gilda V. de Andrade, Katiuce de O. da Rocha Picheli Thomé, Luis C. Schiesari, Luiz N. Weber, Marcelo Menin, Marcos Dubeux, Michel Varajão Garey, Mirco Solé, Paulo Cascon, Renan Nunes Costa, Tami Mott, Tiago Gomes dos Santos e Tiago L. Pezzuti / Anolis Books) - O animal humano na caixa de pandora: demônios e lições do antropoceno (Paulo César Simões-Lopes / Artêra Editorial) - Vaga-lumes e outros insetos bioluminescentes da Mata Atlântica: biodiversidade, importância biotecnológica e ambiental (Vadim R. Viviani / Dialética) - Vestígios da floresta: povos indígenas refugiados da Amazônia (Daniel Cangussu / Edições Sesc São Paulo) |
| Ciências da Religião e Teologia                                                  | A salvação da pátria amada: religião e extrema-direita no Brasil João Décio Passos e Wagner Lopes Sanchez, organizadores / Paulus | - Ele está no meio de nós: uma cristologia do encontro (Gabriel Perissé / Paulus) - Influenciadores digitais católicos: efeitos e perspectivas (Aline Amaro da Silva, Alzirinha Rocha de Souza, Fernanda de Faria Medeiros, Moisés Sbardelotto e Vinicius Borges Gomes / Ideias e Letras; Paulus) - Perdão: diálogos entre a Filosofia e a Teologia (René Dentz / Paulinas) - "Religiões" politeístas do mundo antigo: Mesopotâmia, Egito, Grécia, Roma, América pré-colombiana (Adone Agnolin / Vozes) | - À sombra do Altíssimo: a relação singular entre o Espírito Santo e Maria (Jonas Nogueira da Costa / Paulus) - Abuso espiritual: a manipulação invisível (Gabriel Perissé / Paulus) - Mulheres e Santo Daime (Janaína Alexandra Capistrano da Costa e Maria Betânia Barbosa Albuquerque / Editora da Universidade do Estado do Pará - Eduepa) - Teologia em debate: sobre o estatuto epistemológico da Teologia (Francisco Aquino Júnior / Paulus) - Tomás de Aquino: chaves de leitura (Carlos Arthur Ribeiro do Nascimento e Juvenal Savian Filho, organizadores / Paulinas) |
| Comunicação e Informação                                                         | Repórter Eros: a história do jornalismo erótico brasileiro Valmir Costa / Cepe | - Miséria da informação: dilemas éticos da era digital (Arthur Coelho Bezerra / Garamond) - Os sentidos do trabalho criativo: novos caminhos, mapas antigos (Nathália Drey Costa / Universidade Federal de Santa Maria - UFSM) - Páginas Coloridas (Alex Francisco / Com-Arte) - República do ódio: a dinâmica da extrema direita no Whatsapp (José Maria da Silva Monteiro Filho, Helena Martins do Rêgo Barreto e Pedro Jorge Chaves Mourão / Universidade Federal do Ceará - UFC) | - A Globo - hegemonia: 1965-1984 (Ernesto Rodrigues / Autêntica) - As relações entre mídia e eleições: na disputa do pleito presidencial de 2018 no Brasil sob o enfoque da retórica aristotélica e da polifonia bakhtiniana (Aidil Soares Navarro / Dialética) - Brasil digital: nas entrelinhas da polarização política: uma análise de Big Data de 2017 a 2024 (Alek Maracajá / Diálogo Institucional) - Como vou explicar isso a uma criança? Repercussões da publicidade LGBTI+ (Lucas Lima Jansen / Appris) - Jornalistas 60+: perspectivas sobre tecnologias de comunicação, trabalho e envelhecimento (Igor Savenhago / Dialética) |
| Direito                                                                          | Antropologia e estudos sociojurídicos: a construção de um campo de pesquisa interdisciplinar Orlando Villas Bôas Filho / Mandaçaia | - A nova matrix: direito (re)programado na civilização plataformizada (Autor(a): André Ramos Tavares / Etheria) - Democracia e redes sociais: o desafio de combater o populismo digital extremista (Alexandre de Moraes / Atlas) - Democracia, eleições e participação feminina: elas pensam o Brasil (Aline Osorio e Letícia Giovanini Garcia, organizadoras / Fórum) - Luiz Gama contra o Império: a luta pelo direito no Brasil da escravidão (Bruno Rodrigues de Lima / Contracorrente) | - A história não contada da teoria geral do Estado no Brasil: juristas adaptáveis, ditadura e ensino jurídico no Estado Novo (1937-1945) (Mateus Rocha Tomaz / Contracorrente) - Assombros da Casa-Grande: a Constituição de 1824 e as vidas póstumas da escravidão (Marcos Queiroz / Fósforo) - Direito e Verdade (Fábio Ulhoa Coelho / WMF Martins Fontes) - Gestão de crises e diversidade: 21 estratégias para prevenção e transformação de crises discriminatórias (Fabiano Machado da Rosa / Thomson Reuters Brasil) - Princípio constitucional da ampla defesa da vítima (Kledson Dionysio de Oliveira e Valerio de Oliveira Mazzuoli / Thomson Reuters Brasil) |
| Economia                                                                         | Iguais e diferentes: uma jornada pela economia feminista Regina Madalozzo / Zahar | - Extremos: um mapa para entender as desigualdades no Brasil (Pedro Fernando Nery / Zahar) - Financeirização: crise, estagnação e desigualdade (Elisa Van Waeyenberge, Guilherme Leite Gonçalves, Lena Lavinas e Norberto Montani Martins, organizadores / Contracorrente) - Novo desenvolvimentismo: introduzindo uma nova teoria econômica e economia política (Luiz Carlos Bresser-Pereira / Contracorrente) - Os homens da moeda: o que pensavam os ministros da Fazenda da Nova República (1985-2018) (Ivan Colangelo Salomão, organizador / Universidade Estadual Paulista - UNESP) | - Avenças e desavenças da Economia (Luiz Gonzaga Belluzzo e Nathan Caixeta / Contracorrente) - Educação financeira: atividades práticas para a sala de aula (Érika Capelato, João Victor Cezar de Oliveira e Murilo Henrique Zucolotto Escardovelli / Cultura Acadêmica) - Governança e coordenação de sistemas agroindustriais: uma aplicação da nova economia das instituições (Decio Zylbersztajn / Quartier Latin) - História e Economia: Caio Prado Júnior (1929-1945) (Rodrigo Cesar / Alameda) - Poder e desigualdade: o retrato do Brasil no começo do século XXI (André Roncaglia e Cesar Calejon / Civilização Brasileira) |
| Educação e Ensino                                                                | Avaliação educacional: de aprendizagem, institucional, em larga escala Sandra Zákia Sousa e Valéria Virgínia Lopes / Contexto | - Carta de uma orientadora: sobre pesquisa e escrita acadêmica (Debora Diniz / Civilização Brasileira) - Cartas para Varsóvia: escritas de crianças no entreguerras (Alcione Nawroski / Pimenta Cultural) - Humor gráfico na alfabetização visual (Betania Dantas / Contexto) - Professores iniciantes e processos de indução: caminhos para um desenvolvimento profissional qualificado (Adriana Teixeira Reis, Laurizete Ferragut Passos e Patrícia Cristina Albieri de Almeida, organizadores / Papirus) | - A criança e as águas: do ritmo, da forma e da transformação (Gandhy Piorski / Peirópolis) - Africanidades brasileiras: o legado de Petronilha Beatriz (André Lázaro e Nilma Lino Gomes, organizadores / Fundação Santillana; Moderna) - Inclusão: diálogos (Davi José Vasconcelos Froes / Paco Editorial) - Narrativas e corpos em trânsito: resistências e insubordinações (Elizeu Clementino de Souza, organizador / CRV) - Vamos falar de relações raciais? Crônicas para debater o antirracismo (Cidinha da Silva / Autêntica) |
| Educação Física, Fisioterapia, Fonoaudiologia e Terapia Ocupacional              | Propósito de vida da pessoa idosa: conceitos, abordagens e propostas de intervenções gerontológicas Cristina Cristóvão Ribeiro, organizadora / Summus | - Avaliação do movimento: como diagnosticar déficits de movimento para prevenção de lesões e prescrição de treinamento personalizado e para grupos (Mauro Guiselini / Dialética) - Comportamento Motor e Neurociência Cognitiva: temas atuais (Guilherme Lage, Lidiane Fernandes e Tércio Apolinário-Souza, organizadores / Editora dos Editores) - Guia descomplicado da Saúde da Mulher (Liliana Fajardo, Miguel Eduardo Guimarães Macedo e Thais Fraga Abduch / Dialética) - Libras e surdos: políticas, linguagem e inclusão (Cecilia de Moura e Desirée De Vit Begrow, organizadoras / Contexto) | - Abordagens interdisciplinares em atividade física e saúde: Atendimento às pessoas em condição de deficiência, populações especiais, atenção integral à mulher e equidade em saúde (Natália Cristina de Oliveira e Rubens Venditti Júnior, organizadores / Pedro & João Editores) - Análise ergonômica do trabalho: aprenda como fazer (Kamilla Sartore / Labrador) - Exercícios terapêuticos nas fases da reabilitação do paciente com sequelas do AVC (Laila Cristina Moreira Damázio, organizadora / Appris) - Juventudes e velhices: uma história de práticas saudáveis de Educação Física (Edivaldo Gois Junior / Editora da Universidade Estadual de Campinas) - Paradesporto: caminhos e possibilidades (Ciro Winckler / Paradesporto Brasil + Acessível) |
| Enfermagem, Farmácia, Saúde Coletiva e Serviço Social                            | Epidemiologia no Pós-Pandemia: de ciência tímida a ciência emergente Naomar de Almeida Filho / Fundação Oswaldo Cruz - Fiocruz | - Diversidade sexual e de gênero e marxismo (Bruna Andrade Irineu e Guilherme Gomes Ferreira / Cortez) - O comércio ilegal de anabolizantes no Direito Penal e Processual Penal: do traficante ao usuário do fitness (Rafael da Silva Mattos / CRV) - O estágio em Serviço Social entre ventanias e banzeiros: navegando de Manaus a Porto Alegre (Vivianne Batista Riker de Sousa / CRV) - População LGBTI+ e política de assistência social: proteção ou desproteção social? (Mariko Hanashiro / CRV) | - Caminhos da rede: e as histórias de sete mulheres vítimas de violência em Londrina - Paraná (Giovana Maria Mourinho Ferreira e Marselle Nobre de Carvalho / independente) - Diretrizes curriculares e formação em Serviço Social (Michelly Elias e Reginaldo Ghiraldelli, organizadores / Cortez) - Linhas de cuidados integrais: fortalecendo as redes de atenção à saúde (André Ramalho / Viseu) - Minha dor não passa! Como posso me ajudar? Aprenda sobre o autocuidado na dor crônica - para 60+ (Italla Maria Pinheiro Bezerra e Thaiany Pedrozo Campos Antunes / independente) - Práticas epidemiológicas nos Serviços de Saúde: arranjos tecnológicos (Rita Barradas Barata / Fundação Oswaldo Cruz - Fiocruz) |
| Engenharias                                                                      | Energia do lixo: tecnologias de recuperação energética dos resíduos sólidos urbanos Antonio Garrido Gallego, Gilberto Martins, Giovano Candiani, Reynaldo Palacios Bereche e Silvia Azucena Nebra, organizadores / Universidade Federal do ABC - UFABC | - Diretrizes de logística urbana para as cidades brasileiras: fundamentos e proposições (Antonio Carlos Sá de Gusmão / Dialética) - Fundamentos da nanotecnologia: uma abordagem descomplicada e interdisciplinar (Henrique Eisi Toma e Delmarcio Gomes da Silva / independente) - Fundamentos de Engenharia Submarina (Pablo José Tavares Gomes, organizador / Petrobras) - Práticas pedagógicas remotas em Engenharia: fundamentos e estudos de casos: Volume 1 (Ademar Gonçalves da Costa Junior, Alan Kardek Rêgo Segundo, Ícaro Bezerra Queiroz de Araújo e José Alberto Cocota Naves Junior, organizadores / Blucher) | - Como projetar uma estação de medição de gás natural veicular: um guia prático (Rodrigo Sant'Anna da Silva / Dialética) - Impermeabilização: construindo o conhecimento (Alexandre Silva de Vargas, Gihad Mohamad, Maraysa Woloszyn e Rogério Cattelan Antochevens de Lima / Blucher) - Inteligência artificial aplicada às smart grids (Raul Vitor Arantes Monteiro / [[Blucher Open Access) - Qualidade da energia elétrica: conceituação e processamento digital (José Antenor Pomilio e Sigmar Maurer Deckmann / Blucher) - Transferência de massa: difusão mássica em meios não convencionais volume 2 (Alessandra Suzin Bertan e Marco Aurélio Cremasco / Blucher) |
| Filosofia                                                                        | Gatos, peixes e elefantes: a gramática dos acordos profundos João Carlos Salles / Aretê | - Ceticismo em movimento (Renato Lessa / 7Letras) - Filosofia da Física: problemas de ontologia e epistemologia da Física Moderna (Antonio Augusto Passos Videira, Sandro Fonseca de Souza, Marcia Begalli e Vinícius Carvalho da Silva, organizadores / LF Editorial) - Jogo de espelhos: Walter Benjamin crítico de literatura (Ulisses Razzante Vaccari / 7Letras) - Rastros do Mundo: experiência e repetição em Samuel Beckett (Luciano Gatti / Editora da Universidade de São Paulo - Edusp) | - Enigma e o espelho: uma análise dos discursos sobre a paz de Erasmo (Luiz Paulo Rouanet / Loyola) - Ensaio histórico sobre o “charlatanismo” em Filosofia (Danilo Bilate / Mauad) - Metáforas do corpo no século das luzes (Pedro Paulo Pimenta / Universidade Estadual Paulista - UNESP) - Mutações: sobre a coragem e outras virtudes (Adauto Novaes, organizador / Edições Sesc São Paulo) - Pequenos ensaios sobre grandes filósofas - Volume 4 (Carolina Araújo, Luciana Deplagne e Maria Simone Marinho Nogueira, organizadoras / Editora da Universidade Estadual da Paraíba - EDUEPB) |
| Geografia e Geociências                                                          | Água subterrânea, história da Terra e consciência ambiental: metas do Programa Aquífero Guarani Andrea Bartorelli in memoriam, Berenice Balsalobre, Celso Dal Ré Carneiro, Didier Gastmans, Joseli Maria Piranha, Luciana Cordeiro de Souza Fernandes, Luiz Eduardo Anelli, Renatta Christina da Costa Lemos Vilela, Sueli Yoshinaga Pereira, Valter Galdiano Gonçales e Virginio Mantesso-Netto / independente | - Hidrocarbonetos nos manguezais do Complexo Estuarino de Paranaguá (Marina Reback Garcia / Dialética) - Que é Reserva Extrativista?: uma homolo-crítica conceitual - pela (re)emergência de projetos ontológicos amazônicos (Anselmo Gonçalves da Silva / Dialética) - Silicatos de rochas magmáticas: aspectos físico-químicos e petrológicos - conceitos básicos (Eberhard Wernicke / Universidade Estadual Paulista - UNESP) - Sociedades tradicionais costeiras: ordens e desordens destruidoras e ordens e desordens criadoras – ensaio para ecologia e dialogia de saberes (Lucia Helena Oliveira Cunha / Dialética) | - Além do território: a categoria Ró do povo A’uwẽ Xavante no centro da disputa territorial (Maíra Taquiguthi Ribeiro / Cultura Acadêmica) - As grandes descobertas do Pré-Sal no Atlântico Sul (Anderson A. Pinheiro Chagas, Carlos César de Araújo e Luiz Alberto Santos, organizadores / Petrobras) - Beije sua preta em praça pública: da apropriação do corpo à apropriação do espaço (Crislane Rosa / EDUFBA (Editora da Universidade Federal da Bahia)) - Geografias sonoras \| Autor(a): Alessandro Dozena / Mórula) - Solos: uma introdução (Tairone Paiva Leão / Editora Universidade de Brasília) |
| História e Arqueologia                                                           | Imagens da branquitude: a presença da ausência Lilia Moritz Schwarcz / Companhia das Letras | - Geminiana e seus filhos: escravidão, maternidade e morte no Brasil do século XIX (Antonio Alexandre Isidio Cardoso e Maria Helena P. T. Machado / Bazar do Tempo) - Indígenas e ditadura militar: crimes e corrupção no SPI e na FUNAI (Rodrigo Lins Barbosa / Telha) - Os retornados: a história dos ex-escravizados que deixaram o Brasil e formaram comunidades afro-brasileiras no golfo do Benim (Carlos Fonseca / Record) - Uma história religiosa das cidades medievais (André Miatello / Editora da Universidade Estadual de Campinas) | - A força das mulheres romanas por meio das moedas e uma crítica feminista do passado para o presente (Tais Pagoto Bélo / Appris) - A sociedade perfeita: as origens da desigualdade social no Brasil (João Fragoso / Contexto) - Fragmentos de uma história Panhĩ: história e território Apinajé na longa duração (Marcelo Gonzalez Brasil Fagundes / Cancioneiro) - Histórias de meu avô (Ana Lucia Duarte Lanna / Editora da Universidade de São Paulo - Edusp) - Imagens e narrativas do Brasil nas revistas ilustradas portuguesas (1822-1922) (Ana Suely Pinho Lopes / Dialética) |
| Letras, Linguística e Estudos Literários                                         | Modernismo Negro Jorge Augusto / Segundo Selo | - A forma negra da morte: satanismo e escravidão no poema em prosa de Cruz e Sousa (Simone Rossinetti Rufinoni / Alameda) - Mulheres contra a ditadura: escrever é (também) uma forma de resistência (Eurídice Figueiredo / Zouk) - O mago, o santo e a esfinge (Fernando Pinheiro / Todavia) - O mar, o rio e a tempestade: sobre Homero, Rosa e Shakespeare (Pedro Süssekind / Tinta-da-China Brasil) | - A Ilíada de Homero: Guia de leitura (Giuliana Ragusa / Mnēma) - A literatura como antropologia especulativa: (conjunto de variações) (Alexandre Nodari / Cultura e Barbárie) - Conhecimento em rede: laços e entrelaços da língua em uso (Diego Leite de Oliveira e Karen Sampaio Braga Alonso / Pimenta Cultural) - Linguagem e cognição: esquemas, gramática e os limites da língua (Mário A. Perini / Vozes) - Vidas negras, vidas literárias (1978-2020): escritoras negras e escritores negros na literatura brasileira contemporânea (Vagner Amaro / Malê Edições) |
| Matemática, Probabilidade e Estatística                                          | A teoria dos conjuntos e os fundamentos da Matemática Rogério Augusto dos Santos Fajardo / Editora da Universidade de São Paulo - Edusp | - Análise de dados espaciais com aplicações em R (João Domingos Scalon / Universidade Federal de Lavras - UFLA) - Cálculo Integral e o Teorema de Stokes (Paulo Domingos Cordaro / LF Editorial) - Lições de Homologia (Marcio Colombo Fenille / Editora da Universidade de São Paulo - Edusp) - Modelos Lineares Generalizados e Aplicações (Clarice G. B. Demétrio, Gauss M. Cordeiro e Rafael A. Moral / Blucher) | - A Origem Africana da Matemática (Jefferson dos Santos Todão / Ananse) - Geometria Analítica e Álgebra Linear (Vitor de Oliveira Ferreira / Editora da Universidade de São Paulo - Edusp) - Introdução à álgebra (Lenimar Nunes de Andrade / Blucher) - Pré-cálculo sem mistérios Volume 1: teoria e prática passo a passo (Hélio Vinicius Moreno Tozatti e Raimundo de Araújo Bastos Júnior / Blucher) - Probabilidade na prática utilizando a linguagem Python (Morganna Diniz / LTC) |
| Medicina                                                                         | Medicina excessiva: suas causas e seus impactos Guilherme Santiago / Labrador | - Doenças infecciosas: visão integrada da patologia, da clínica e dos mecanismos patogênicos (Amaro Nunes Duarte Neto, Carla Pagliari, Cleusa Fumica Hirata Takakura, Luciane Kanashiro-Galo e Maria Irma Seixas Duarte, organizadores / Artmed; Editora dos Editores) - O Paciente Cirúrgico de Alto Risco: condutas no perioperatório (Armindo Jreige Júnior, Bruno Soares da Silva Rangel, Fernando Nardy Bellicieri, Lucas Trindade Cantú Ribeiro, Ludhmila Abrahão Hajjar e Stéphanie Itala Rizk / Atheneu) - POCUS: point of care ultrasound em Medicina de Emergência (Hélio Penna Guimarães, Marcio Hideo Deltreggia Saiga, Renato Tambelli, Ricardo Galesso Cardoso, Thiago Martins Santos e Vitor Machado Benincá, organizadores / Editora dos Editores) - Tratado de Medicina de Emergência Abramede (Daniel Ujakow Correa Schubert, Hélio Penna Guimarães, Ian Ward A. Maia, Maria Camila Lunardi, Victor Paro da Cunha e Vitor Machado Benincá / Manole)                                                                                             | - Coleção CBR: radiologia e diagnóstico por imagem (Ronaldo Hueb Baroni, organizador / Editora dos Editores) - Desafios atuais para a saúde e bem-estar dos adolescentes (Alexandre Massashi Hirata, Elisiane Elias Mendes Machado e Elizete Prescinotti Andrade, organizadores / Atheneu) - Doenças Infecciosas no Feto e no Recém-Nascido: diagnóstico e terapêutica (Edna Maria de Albuquerque Diniz, Flávio Adolfo Costa Vaz in memoriam, Maria Esther Jurvest Rivero Cecco, Vera Lúcia Jornada Krebs e Werther Brunow de Carvalho / Atheneu) - Os 100 trials que mudaram a história da Medicina de Emergência (Vinicius Machado Correia / Editora dos Editores) - Psiquiatria intervencionista (André R. Brunoni, Clement Hamani e João Quevedo, organizadores / Artmed) |
| Psicologia e Psicanálise                                                         | Hélio Pellegrino: por uma Psicanálise política Larissa Leão de Castro / Appris | - Manicômio judiciário: a reclusão disfarçada de cuidado (Thiago Bagatin / Universidade Federal do Paraná - UFPR) - O que é identitarismo? (Douglas Barros / Boitempo) - Pensar o sujeito, agir no mundo: diálogos com a obra de Jurandir Freire Costa (Bethânia Assy, Francisco Ortega, Gabriela Bastos Soares e Jairo de Almeida Gama, organizadores / Blucher) - Prática baseada em evidências em Psicologia Clínica: fundamentos teóricos, questões metodológicas e diretrizes para implementação (Dan Josua, Jan Luiz Leonardi, Ramiro Figueiredo Catelan e Thiago Mácimo Pereira, organizadores / Manole) | - A construção da parentalidade: intervenção e prevenção (Maria Cecilia Pereira da Silva / Blucher) - Avaliação psicológica direcionada para pessoas em situação de vulnerabilidade e grupos minorizados (Emerson do Bú, Kaline Lima e Tálita Brito, organizadores / CRV) - Guerra e política em Psicanálise (Joel Birman / Civilização Brasileira) - Psicologia baseada em evidências (Tamara Melnik, organizadora / Manole) - Territórios clínicos (Fernanda Almeida, Laís Guizelini, Tide Setubal e Viviane Soranso, organizadoras / Perspectiva) |

### Eixo Prêmios Especiais
| Categoria             | Vencedores | Finalistas | Semifinalistas |
| --------------------- | --- | --- | --- |
| Divulgação Científica | Existo, logo penso: histórias de um cérebro inquieto Roberto Lent / Instituto Ciência Hoje                                                                                     | - A evolução é fato (Carlos Frederico Martins Menck, organizador / Academia Brasileira de Ciências) - Atlas Histórico-Econômico do Brasil no século XIX (Luiz Fernando Saraiva, Pérola Goldfeder e Wagner Nabarro, organizadores / Senado Federal; Editora da Universidade Federal Fluminense - Eduff) - O despertar do universo consciente: um manifesto para o futuro da Humanidade (Marcelo Gleiser / Record) - Revolta de Carrancas: o silêncio ao redor (Joaci Pereira Furtado / Madamu) | - Almanaque da Terra e da Vida (Fábio Ramos Dias de Andrade e Luiz Eduardo Anelli / Moderna) - ARIÁ: um alimento de memória afetiva (Ana Carla Bruno, Ariel Blind, Atmam Batista, Bosco Gordiano, Eli Minev Benzecry, Laura Leite, Maiana Lago, Marly Lima, Noemia Ishikawa, Ruby Vargas-Isla, Silvio Barreto e Tyson Ferreira Sateré / Editora do Instituto Nacional de Pesquisas da Amazônia - INPA; Valer) - Cesar Lattes: uma vida – Visões do infinito (Marta Góes e Tato Coutinho, autores; Jorge Luis Colombo e Maria Cristina Lattes Vezzani, organizadores / Record) - Gaza no coração: história, resistência e solidariedade na Palestina (Rafael Domingos Oliveira / Elefante) - O mundo das Eriocaulaceae: sempre-vivas, chuveirinhos e capim-dourado (Caroline Oliveira Andrino e Fabiane Nepomuceno da Costa / independente) |
| Ilustração            | História da ciência ilustrada Vol. 1 Willian Souza dos Santos / LF Editorial                                                                                                   | - Almanaque da Terra e da Vida (Ana Gabriela Brambilla Kozuki / Moderna) - ARIÁ: um alimento de memória afetiva (Hadna Abreu / Editora do Instituto Nacional de Pesquisas da Amazônia - INPA; Valer) - J. Cunha & o Carnaval Negro (José Antônio Cunha / Editora da Universidade Federal do Recôncavo da Bahia - EDUFRB) - Sedução Algorítmica (Lívia de Castro / Bambual) | - Antes do Asteroide! (Márcio L. Castro / Dinoleta) - Bio HQ 3: Biologia em quadrinhos: insetos (Ana Flávia Souza e Silva, Barbara Langoni, Felipe Menegheti, Guilherme Ferreira, João Agreli, José Arnaldo Neto, Lucas Esteves Leandro - Milu, Matheus Rodrigues Freitas, Rafael Viana, Roberto Andreas, Rute Magalhães Brito e Thauane S. Pinheiro / Editora da Universidade Federal de Uberlândia - Edufu) - Educação Climática com a turma do Pererê - 8° ano: Migrações Climáticas (Priscilla Rosman de Sá / Inteligência Educacional) - Espaço geográfico que habito: município de Guapó (Cibeli Levelyn Rodrigues Feitosa e Lucas Carilli Brito Ferreira / independente) - Luzia e os povos do Brasil (Piero Bagnariol / Peirópolis)                                                                                                |
| Tradução              | Da alma do mundo: uma hipótese da Física Superior para esclarecimento do organismo universal Márcia Cristina Ferreira Gonçalves / Editora da Universidade de São Paulo - Edusp | - As mulheres famosas (Adriana Tulio Baggio / Universidade Federal do Paraná - UFPR) - Dicionário dos intraduzíveis: um vocabulário das Filosofias: volume dois: Direito, Ética e Política (Alice Haddad, André Constantino Yazbek, Antonio Saturnino Braga, Bruno Albarelli, Carmel Ramos, Daniel Capecchi Nunes, Daniel Nascimento, Felipe Castelo Branco, Flávia Trocoli, Germano Nogueira Prado, Guilherme Ivo, Isabela Pinho, Jeferson da Costa Valadares, Júlia Novaes, Luciana Gabriela Soares Santoprete, Marcia Sá Cavalcante Schuback, Miriam C. P. Peixoto, Mônica Freitas, Paula Pimenta Velloso, Rafael Haddock-Lobo, Thomaz Kawauche, Ulysses Ferraz, Ulysses Pinheiro, Verônica de Araújo Costa, Victor Maia e Vladimir Vieira / Autêntica) - Ética a Nicômaco (André Malta / 34) - Sobre a República (Isadora Prévide Bernardo / Universidade Estadual Paulista - UNESP) | - A chegada da escrita (Flavia Trocoli / Bazar do Tempo) - Além de Aristóteles: poéticas do teatro, da antiguidade à idade média (Alessandro Beccari, Brunno V. G. Vieira, Emerson Cerdas, Fernando Santoro, Leandro Dorval Cardoso, Marco Aurélio Scarpino Rodrigues e Pedro Ipiranga Júnior / Universidade Federal do Paraná - UFPR) - Cordel Homérico II - Canto XI (Pedro Ipiranga Júnior / Perin) - Crônica de Berlim (Helano Ribeiro / 7Letras) - Das Narrativas Verdadeiras (Denis Bruza Molino / Iluminuras) |